# Oreocereus ritteri
Oreocereus ritteri ist eine Pflanzenart aus der Gattung Oreocereus in der Familie der Kakteengewächse (Cactaceae). Das Artepitheton ritteri ehrt den deutschen Kakteenspezialisten Friedrich Ritter.

## Beschreibung
Oreocereus ritteri wächst strauchig, ist meist an der Basis verzweigt und bildet Gruppen von 2 bis 4 Metern Durchmesser sowie Wuchshöhen von 1 bis 1,5 Metern. Die zylindrischen, graugrünen Triebe sind 1 bis 2 Meter lang und weisen Durchmesser von 7 bis 10 Zentimeter auf. Es sind 12 bis 14 Rippen vorhanden, die zwischen den Areolen tief eingekerbt sind. Die bedornten Areolen sind dicht mit zahlreichen, weißen Haaren bedeckt. Die ein bis zwei abstehenden, leuchtend gelben bis orangegelben Mitteldornen sind gerade bis leicht abwärts gebogen und 2 bis 10 Zentimeter lang. Die bis zu zehn ausstrahlenden Randdornen sind weißlich, besitzen eine dunklere Spitze und werden bis 2 Zentimeter lang.
Die schiefstehenden roten Blüten sind bis 11 Zentimeter lang und weisen Durchmesser von 5 Zentimetern auf. Die kugelförmigen Früchte sind gelblich grün und erreichen Durchmesser von 3 bis 5 Zentimeter.

## Verbreitung und Systematik
Oreocereus ritteri ist in der peruanischen Region Ayacucho verbreitet.
Die Erstbeschreibung erfolgte 1958 durch Willy Cullmann.

## Nachweise